# 청진운수
청진운수(淸進運輸)는 서울특별시 서초구의 마을버스 회사이고, 본사는 서울특별시 서초구 과천대로 904-6 (방배동)에 위치해 있다. 계열사로는 청진교통, 부생운수, 청진자동차공업사 등이 있다.

## 연혁
- 2002년 7월 19일 : 회사 설립

## 보유노선
- ● 서초13번 : 이수역 ↔ 동덕여고 (구 서초마을 02-2번)

## 보유 차종
- 자일대우버스: NEW BS090
- 현대자동차: 그린시티
- 비야디 자동차: BYD eBus-9